# Сосьниця (Нижньосілезьке воєводство)
Сосьниця (пол. Sośnica, нім. Schosnitz) — село в Польщі, у гміні Конти-Вроцлавські Вроцлавського повіту Нижньосілезького воєводства.
Населення — 319 осіб (2011).
У 1975-1998 роках село належало до Вроцлавського воєводства.

## Демографія
Демографічна структура станом на 31 березня 2011 року:
|          | Загалом | Допрацездатний вік | Працездатний вік | Постпрацездатний вік |
| -------- | ------- | ------------------ | ---------------- | -------------------- |
| Чоловіки | 155     | 32                 | 103              | 20                   |
| Жінки    | 164     | 34                 | 93               | 37                   |
| Разом    | 319     | 66                 | 196              | 57                   |